# Sardegna canta
Sardegna canta è un album in studio di Maria Carta, Mariano Lilliu, Serafino Murru e Tonino Canu, pubblicato nel 1971 dalla Tirsu.

## Contenuti
È una raccola di canti tradizionali sardi e del repertorio del Cantu a chiterra, precedentemente incisi in 45 giri. I musicisti sono Aldo Cabizza alla chitarra e da Peppino Pippia alla fisarmonica. Nel lato A Maria Carta canta diverse canzoni di cui due insieme a Serafino Murru; nella facciata B sono presenti alcuni canti eseguiti dallo stesso Murru, Tonino Canu e Mariano Lilliu.

## Tracce

### Lato A
1. Antoneddu Antoneddu - (corsicana) con Serafino Murru, 3:15
2. Mutos de amore - (mutos), 3:07
3. Adiu a mama - (disisperada in logudorese), 3.20
4. Ninna nanna corsicana - (canto in gallurese), 3:08
5. Trallallera corsicana - (trallallera in gallurese), 3:00
6. La ragazza moderna - mutos in italiano) con Serafino Murru, 2:43

### Lato B
1. Alè Riva  - Serafino Murru (mutos in italiano), dedicata a Gigi Riva, 3:14
2. Rusignolo in foresta - Tore Canu (in gallurese), 3:15
3. Sa Sardigna turistica - Mariano Lilliu (in logudorese), 3:16
4. Sa Sardigna turistica - Tore Canu (mutos in logudorese), 4:06
5. Il divorzio in Italia - Mariano Lilliu (in italiano), 3:24
6. Sa dea Pandora - Tore Canu (in logudorese), 2:38